# Native Tongues
Native Tongues es un colectivo de hip hop de finales de los años 1980 y principios de los 1990 conocido por su mentalidad positiva, sus esperanzadoras letras afrocéntricas y por ser pioneros en el uso de un ecléctico sampling y de beats muy influidos por el jazz.[cita requerida] Sus principales miembros son Jungle Brothers, De La Soul y A Tribe Called Quest. El colectivo estuvo también fuertemente unido a Universal Zulu Nation.

## Miembros

### Miembros fundadores
- Jungle Brothers (Mike Gee, Afrika Baby Bam y DJ Sammy B)
- De La Soul (Posdnous, Trugoy y Maseo)
- A Tribe Called Quest (Q-Tip, Phife Dawg, Ali Shaheed Muhammad y Jarobi White)

### Otros miembros de bandera
- Monie Love
- Chi-Ali
- Black Sheep (Dres y Mista Lawnge)
- Queen Latifah
- Da Bush Babees
- Mos Def
- Talib Kweli
- Common
- Fu-Schnickens (Poc-Fu, Chip-Fu and Moc-Fu)
- Truth Enola

### Miembros periféricos/afiliados
- Vinia Mojica
- Shortie No Mass
- Lucien Revolucien
- Punchline & Wordsworth
- Violator Management (Chris Lighty)
- The Beatnuts
- Leaders of the New School (Busta Rhymes, Charlie Brown aka C Boogie Brown, Dinco D y Cut Monitor Milo)
- J Dilla
- Prince Paul
- Kool DJ Red Alert
- Parafünk

## Colaboraciones
Colaboraciones con participación de los miembros originales, aquellos que podrían ser considerados verdaderos Native Tongues crew cuts están en negrita. Nótese que esta lista es incompleta.
1988
- "Black is Black" de Jungle Brothers feat. Q-Tip, de  Straight out the Jungle.
- "The Promo" de Jungle Brothers feat. Q-Tip, de  Straight out the Jungle.
- "Jimmy" de  Boogie Down Productions feat. DJ Red Alert, de  By All Means Necessary.

1989
- "Buddy" de De La Soul featuring Jungle Brothers y Q-Tip, de  3 Feet High and Rising.
- "Description" De La Soul featuring Q-Tip and Prince Paul, de  3 Feet High and Rising.
- "Buddy (Native Tongues Decision)" de De La Soul featuring Jungle Brothers, A Tribe Called Quest, Monie Love y Queen Latifah, del sencillo de 12" "Buddy".
- "The Mack Daddy on the Left" de De La Soul del sencillo de 12" "Say No Go".
- "Acknowledge Your Own History" de Jungle Brothers featuring Vinia Mojica, de Done by the Forces of Nature.
- "Done by the Forces of Nature" de Jungle Brothers feat. Jungle DJ Towa Toha, de Done by the Forces of Nature.
- "Doin' Our Own Dang" de Jungle Brothers feat. De La Soul, Queen Latifah, Q-Tip y Monie Love, de Done by the Forces of Nature.
- "Mama Gave Birth to the Soul Children" de Queen Latifah featuring De La Soul, de All Hail the Queen.
- "Ladies First" de Queen Latifah featuring Monie Love, de All Hail The Queen.

1990
- "Swiney Swiney" de Monie Love featuring De La Soul, de Down to Earth.
- "Pubic Enemy" de A Tribe Called Quest feat. DJ Red Alert, de People's Instinctive Travels and the Paths of Rhythm.
- "Luck of Lucien" de A Tribe Called Quest feat. Lucien Revolucien, de People's Instinctive Travels and the Paths of Rhythm.

1991
- "Verses From The Abstract" de A Tribe Called Quest featuring Vinia Mojica, de The Low End Theory.
- "Scenario" by A Tribe Called Quest featuring Leaders of the New School, de The Low End Theory.
- "Come on Down" de Big Daddy Kane feat. Q-Tip y Busta Rhymes, de Prince of Darkness.
- "La Menage" de Black Sheep featuring Q-Tip, de A Wolf in Sheep's Clothing.
- "Pass The 40" de Black Sheep featuring Chi Ali, Jim Jones, Chris Lighty y Dave Gossett, de A Wolf in Sheep's Clothing
- "A Roller Skating Jam Named "Saturdays"" de De La Soul featuring Q-Tip y Vinia Mojica, de De La Soul Is Dead.
- "Fanatic Of The B Word" de De La Soul featuring Dres y Mike G, de De La Soul Is Dead.
- "What Yo Life Can Truly Be" de De La Soul featuring A Tribe Called Quest (incluyendo a Jarobi) y Black Sheep, disponible en el sencillo en vinilo de "A Roller Skating Jam Named Saturdays".
- "Don't Curse" de Heavy D. & the Boyz featuring Kool G. Rap, Grand Puba, Pete Rock & CL Smooth, Big Daddy Kane y Q-Tip, de Peaceful Journey.
- "Heal Yourself" de H.E.A.L. Foundation (Kid Capri, Big Daddy Kane, Freddie Foxxx, LL Cool J, MC Lyte, Queen Latifah, KRS-One, Ms. Melodie, Harmony y Run-D.M.C.).

1992
- "Scenario (Remix)" de A Tribe Called Quest feat. Kid Hood and Leaders Of The New School, de "Scenario" 12" single.
- "Let The Horns Blow" de Chi Ali feat. Dres, Dove, Fashion and Phife Dawg, from The Fabulous Chi-Ali.
- "La Schmoove" de The Fu-Schnickens feat Phife Dawg, from "F.U. "Dont Take It Personal"".
- "Check It Out" de the Fu-Schnickens feat Dres, from "F.U. "Dont Take It Personal"".

1993
- "Award Tour" de A Tribe Called Quest featuring Trugoy, de Midnight Marauders.
- "Oh My God" de A Tribe Called Quest featuring Busta Rhymes, de Midnight Marauders.
- "One-Two Shit" de A Tribe Called Quest featuring Busta Rhymes, del sencillo en 12" "Oh My God".
- "Roll wit tha Flava" de The Flavor Unit MCs feat. Treach, Chip-Fu, Freddie Foxxx, Queen Latifah, Heavy D, D-Nice y Dres, de Roll Wit Tha Flavor.
- "En Focus" de De La Soul featuring Shorty No Mass y Dres, de Buhloone Mind State.
- "I Am I Be" de De La Soul featuring Busta Rhymes, Chip Fu, Dres, Fred Wesley, Maceo Parker, Melvin Parker, Pee Wee Ellis y Rodney Jones, de Buhloone Mind State.

1994
- "Sh. Fe. MC's" de De La Soul featuring A Tribe Called Quest, de Clear Lake Auditorium EP.

1996
- "Ill Vibe" de Busta Rhymes featuring Q-Tip, de The Coming.
- "3 MC's" de da Bush Babees featuring Q-Tip, de Gravity.
- "S.O.S." de da Bush Babees featuring Mos Def (prod. por Ali Shaheed Muhammad), de Gravity.
- "Love Song" de da Bush Babees featuring Mos Def (prod. por Posdnous), de Gravity.
- "Big-Brother Beat" de De La Soul featuring Mos Def, from Stakes Is High.
- "Stakes is High (Remix)" De La Soul featuring Truth Enola and Mos Def, del sencillo en 12" "Itzsoweezee (HOT)".
- "Flashlight (Remix)" de George Clinton featuring Q-Tip, Busta Rhymes & Ol Dirty Bastard, de Greatest Funkin' Hits.
- "Out For The Cash (Remix)" de DJ Honda feat. Fat Joe, the Beatnuts y Common.
- "How Ya Want It We Got It (Native Tongues Remix)" de Jungle Brothers featuring Q-Tip y De La Soul, de Raw Deluxe.

1997
- "Wild Hot" de A Tribe Called Quest & Busta Rhymes, de Rhyme & Reason Soundtrack.
- "Rumble in the Jungle" de The Fugees featuring John Forté, A Tribe Called Quest y Busta Rhymes, de la banda sonora de When We Were Kings.
- "Fortified Live"-Reflection Eternal featuring Mos Def & Mr. Man

1998
- "Steppin' It Up" de A Tribe Called Quest featuring Busta Rhymes y Redman, de The Love Movement.
- "Rock Rock, Y'all" de A Tribe Called Quest featuring Punch, Jane Doe, Wordsworth y Mos Def, de The Love Movement.
- "K.O.S. (Determination)" de Black Star featuring Vinia Mojica, de Mos Def & Talib Kweli are Black Star.
- "Body Rock" by Mos Def, Tash & Q-Tip, de Lyricist Lounge, Volume One.
- "Respiration" de Black Star featuring Common, de Mos Def & Talib Kweli are Black Star.
- "Twice Inna Lifetime" de Black Star featuring Jane Doe, Wordsworth y Punchline, de Mos Def & Talib Kweli are Black Star.

1999
- "Do it Now" de Mos Def featuring Busta Rhymes, producida por Mr Khaliyl(Mr. Man) de Black On Both Sides.
- "Know That" de Mos Def featuring Talib Kweli, de Black On Both Sides.
- "Climb" de Mos Def featuring Vinia Mojica, de Black On Both Sides.
- "Mr. Nigga" de Mos Def featuring Q-Tip, de Black On Both Sides.
- "The Truth" de Pharoahe Monch featuring Common y Talib Kweli, de Internal Affairs.
- "It's Going Down" de Dres featuring Chi-Ali y Droop Dog, de Sure Shot Redemption.
- "Slam Pit" de the Beatnuts featuring Common y Cuban Link, de A Musical Massacre.
- "Vivrant Thang (Remix)" de Q-Tip featuring Busta Rhymes & Missy Elliott.
- "N.T." de Q-Tip featuring Busta Rhymes, de Amplified.

2000
- "Set the Mood" - De La Soul featuring Indeed, producida por Mr. Khaliyl(of Bush Babees) de Art Official Intelligence: Mosaic Thump.
- "I.C. Y'All" de De La Soul featuring Busta Rhymes, de Art Official Intelligence: Mosaic Thump.
- "What's That? (¿Que Eso?)" de Tony Touch featuring Mos Def and De La Soul, de The Piece Maker.
- "The Questions" de Common featuring Mos Def & Monie Love, de Like Water for Chocolate.
- "One for Love Part 1" de Mos Def, Talib Kweli, Posdnuos, Pharoahe Monch, Kool G Rap, Rah Digga, Sporty Thievz y Shabaam Sahdeeq, de Hip-Hop for Respect.

2001
- "Take That" e Da Beatminerz featuring Flipmode Squad & Vinia Mojica, de Brace 4 Impak.
- "Wages of Sin"-Mr. Khaliyl featuring Talib Kweli.

2002
- "Get By (Remix)" de Talib Kweli featuring Mos Def, Busta Rhymes, Jay-Z y Kanye West.
- "Stand To The Side" de Talib Kweli featuring Vinia Mojica & Res, de Quality.

2003
- "Let's Get Loud" de Steven Tyler, Busta Rhymes, Phife Dawg, MC Lyte y Chuck D, de los ESPY Awards 2003.

2004
- "Get 'Em High" de Kanye West featuring Talib Kweli y Common de The College Dropout.
- "She Wants to Move (Native Tongues Remix)" de N*E*R*D feat. Common, Mos Def, De La Soul y Q-Tip, del sencillo en 12" "She Wants To Move Remixes".
- "Days of Our Lives" de De La Soul featuring Common, de The Grind Date.
- "Lord Can I Have This Mercy" - (featuring Chip-Fu) de Ali Shaheed Muhammad's [i]Shaheedulah & Stereotypes[/i].

2005
- "Like That" de The Black Eyed Peas featuring Cee-Lo Green, Talib Kweli, Q-Tip y John Legend, from Monkey Business.
- "We Can Make it Better" de Kanye West featuring Rhymefest, Q-Tip, Common y Talib Kweli.

2006
- "Get You Some" de Busta Rhymes featuring Q-Tip y Marsha Ambrosius, de The Big Bang.
- "You Can't Hold A Torch" de Busta Rhymes featuring Q-Tip y Chauncey Black, de The Big Bang.

2007
- "Where Are They Now? (Remix)" de Nas featuring Mike G, Dres, Das EFX, Positive K, EST, DoItAll, Chip Fu, Monie Love, Father MC, Spinderella, Rob Base y Redhead Kingpin.

2010
- "Birds of a Feather" de Black Sheep featuring Q-Tip from A Tribe Called Quest, Trugoy the Dove of De La Soul, and Mike Gee de los Jungle Brothers. Del álbum de Black Sheep "From the Black Pool of Genius" previsto el 29 de junio de 2010.